# Sacramento Mountains
Sacramento Mountains je pohoří na jihu Nového Mexika, v Otero County a Lincoln County, mezi řekami Pecos River a Rio Grande, ve Spojených státech amerických.
Většina hlavní části pohoří je součástí přírodní rezervace Lincoln National Forest. Severní část pohoří je indiánskou rezervací Apačů.Reference na literaturu

## Geografie
Pohoří se rozkládá ze severu k jihu v délce okolo 140 km, šířku má přibližně 70 km. Dva nejvyšší vrcholy (2 955 m) nemají jméno, následuje Cathey Peak s 2 940 m. Pohoří lze rozdělit na dvě části. Severní, hlavní část pohoří, je vyšší, hory mají výšku nad 2 290 m. Jižní část je nižší a následně na ni navazuje pohoří Guadalupe Mountains. Západně leží pohoří San Andres Mountains, severně pohoří Sierra Blanca.
Sacramento Mountains je tvořené vápencem a tvoří nejvýchodnější část riftového údolí řeky Rio Grande.